# Czy nastanie znów świt?
Czy nastanie znów świt? – singel Eweliny Flinty, wydany 25 maja 2004 nakładem Walt Disney Records. 
Singel stanowił polskojęzyczną wersję utworu „Will the Sun Ever Shine Again?” Bonnie Raitt i został nagrany do disneyowskiego filmu animowanego Rogate ranczo. Singel wydano na płycie promocyjnej, nie był on na sprzedaż.

## Lista utworów
- singel CD, promo[1]

1. „Czy nastanie znów świt?” – 2:36